# قرار مجلس الأمن التابع للأمم المتحدة رقم 1116
قرار مجلس الأمن التابع للأمم المتحدة رقم 1116، المتخذ بالإجماع في 27 حزيران / يونيو 1997، بعد التذكير بجميع القرارات المتعلقة بالحالة في ليبيريا، ولا سيما القرار 1100 (1997)، مدد المجلس ولاية بعثة مراقبي الأمم المتحدة في ليبيريا حتى 30 أيلول / سبتمبر 1997 مع توقع أنه سينتهي في ذلك التاريخ.
وأحاط المجلس علماً بقرار الجماعة الاقتصادية لدول غرب أفريقيا بتأجيل موعد الانتخابات العامة حتى 19 تموز / يوليو 1997. تم التأكيد على أهمية الانتخابات في عملية السلام، وتم تفويض بعثة مراقبي الأمم المتحدة في ليبريا بمراقبة العملية الانتخابية والتحقق منها وفقًا للقرار 866 (1993).
ودعا الأحزاب الليبرية إلى تنفيذ اتفاقات السلام التي أبرمتها، ودعا الشعب الليبري إلى المشاركة السلمية في العملية الانتخابية. وفي الوقت نفسه، تم الترحيب بمساعدة المجتمع الدولي وشدد المجلس على الحاجة إلى التعاون بين الأمم المتحدة والجماعة الاقتصادية لدول غرب أفريقيا ولجنة الانتخابات الوطنية الليبيرية والمجتمع الدولي في تنسيق المساعدة من أجل الانتخابات.
علاوة على ذلك، تم التأكيد على الامتثال الصارم لحظر الأسلحة المفروض في القرار 788 (1992) ضد ليبيريا من قبل جميع البلدان، مع الإبلاغ عن الانتهاكات للجنة المنشأة بموجب القرار 985 (1995). صدرت تعليمات إلى الأمين العام كوفي عنان بتقديم تقرير إلى المجلس عن الانتخابات والحالة في البلد بحلول 29 آب / أغسطس 1997. كان هذا آخر قرار لمجلس الأمن بشأن الحرب الأهلية الليبيرية الأولى.

## روابط خارجية
- نص القرار في undocs.org